# Marreca-toicinho
A marreca-toicinho (nome científico: Anas bahamensis), também chamada de paturi em algumas regiões ou arrabio-de-faces-brancas, é uma espécie de marreca do gênero Anas. Também é conhecida pelos nomes de paturi-do-mato, marreca-toucinho e arrabio-de-bochechas-brancas.

## Distribuição
Está presente das Antilhas ao Chile e à Argentina e no Brasil (Sul, Sudeste e Nordeste).

## Características
Tais aves medem cerca de 37 cm de comprimento, com dorso marrom salpicado de negro, lados da cabeça e garganta brancos e bico azul de base vermelha.
É principalmente marrom com bochechas brancas e um bico cinza e vermelho. O ninho está no chão sob vegetação e perto da água.

## Subespécies
São reconhecidas três subespécies:
- Anas bahamensis bahamensis (Linnaeus, 1758) - ocorre no Caribe e na costa nordeste da América do Sul, da Colômbia até o Nordeste do Brasil;
- Anas bahamensis rubrirostris (Vieillot, 1816) - ocorre da costa do Oceano Pacifico da América do Sul no Equador até a região central e sul do Chile; do leste da Bolívia até a região central e leste do Brasil; sul e nordeste da Argentina e Uruguai;
- Anas bahamensis galapagensis (Ridgway, 1890) - ocorre no arquipélago de Galápagos.

## Dieta
Presumivelmente vegetariana, alimenta-se de plantas aquáticas e pequenas criaturas.

## Fotos

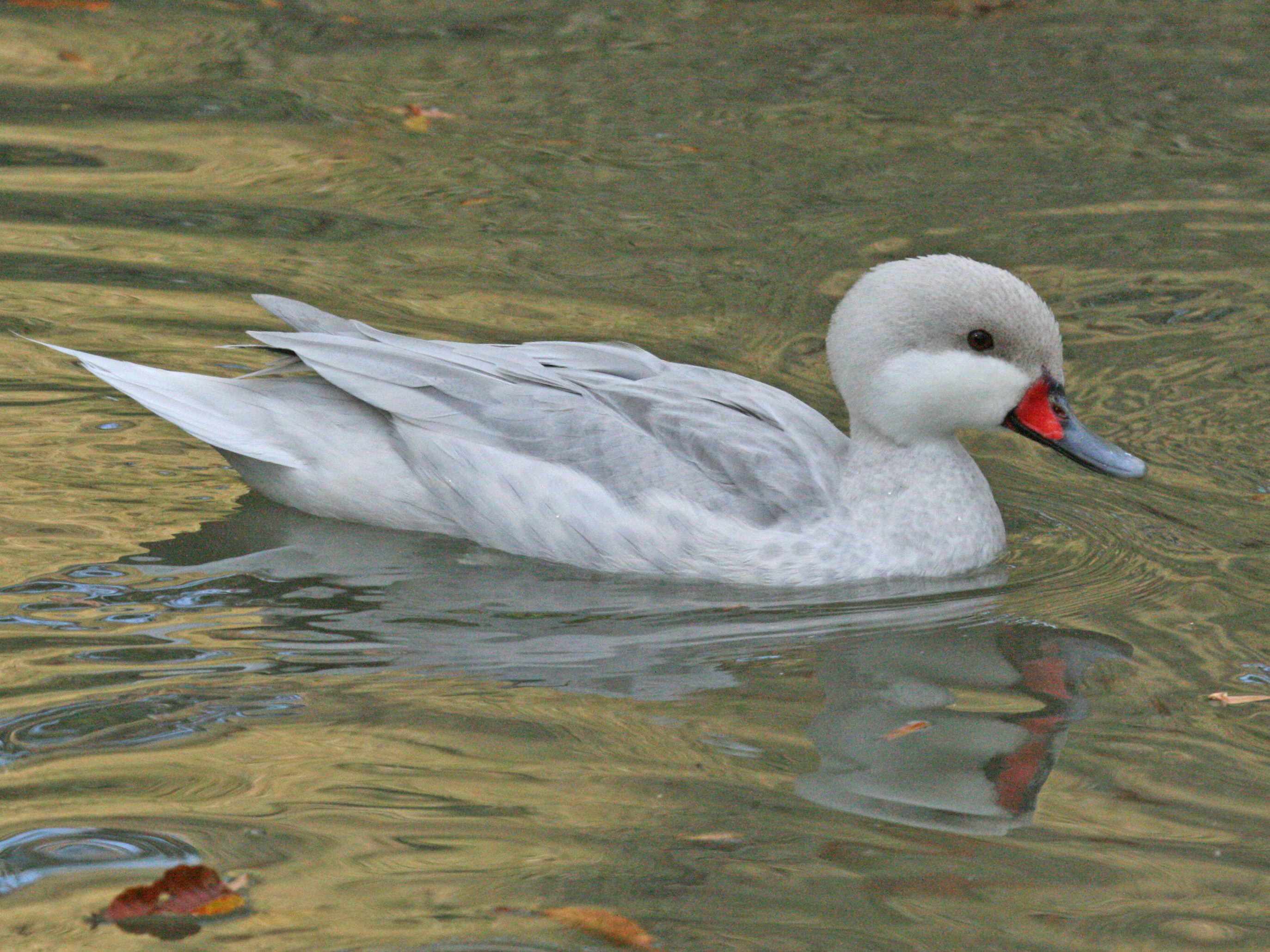
Variação branca
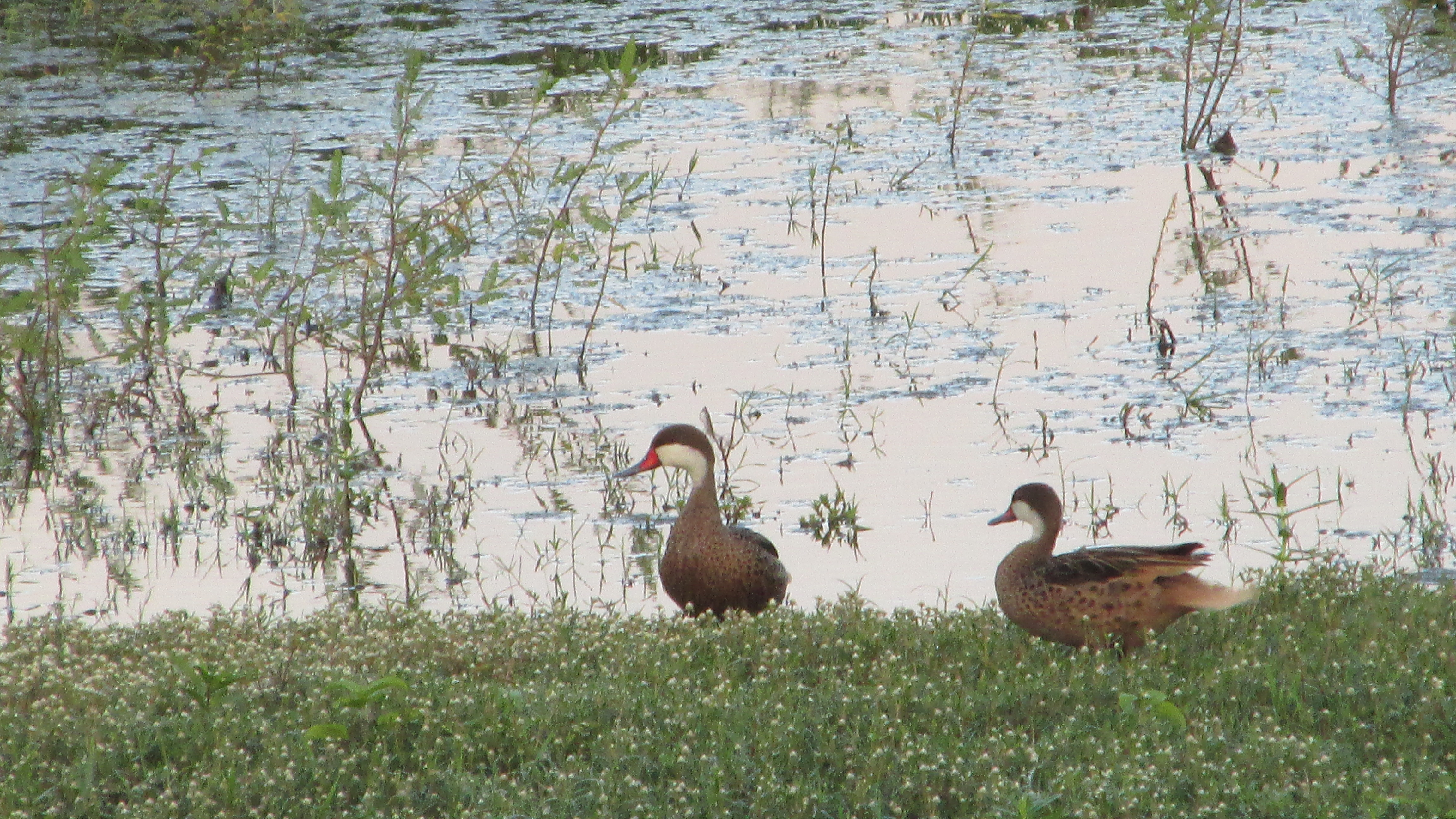
Casal fotografado no nordeste do Brasil.
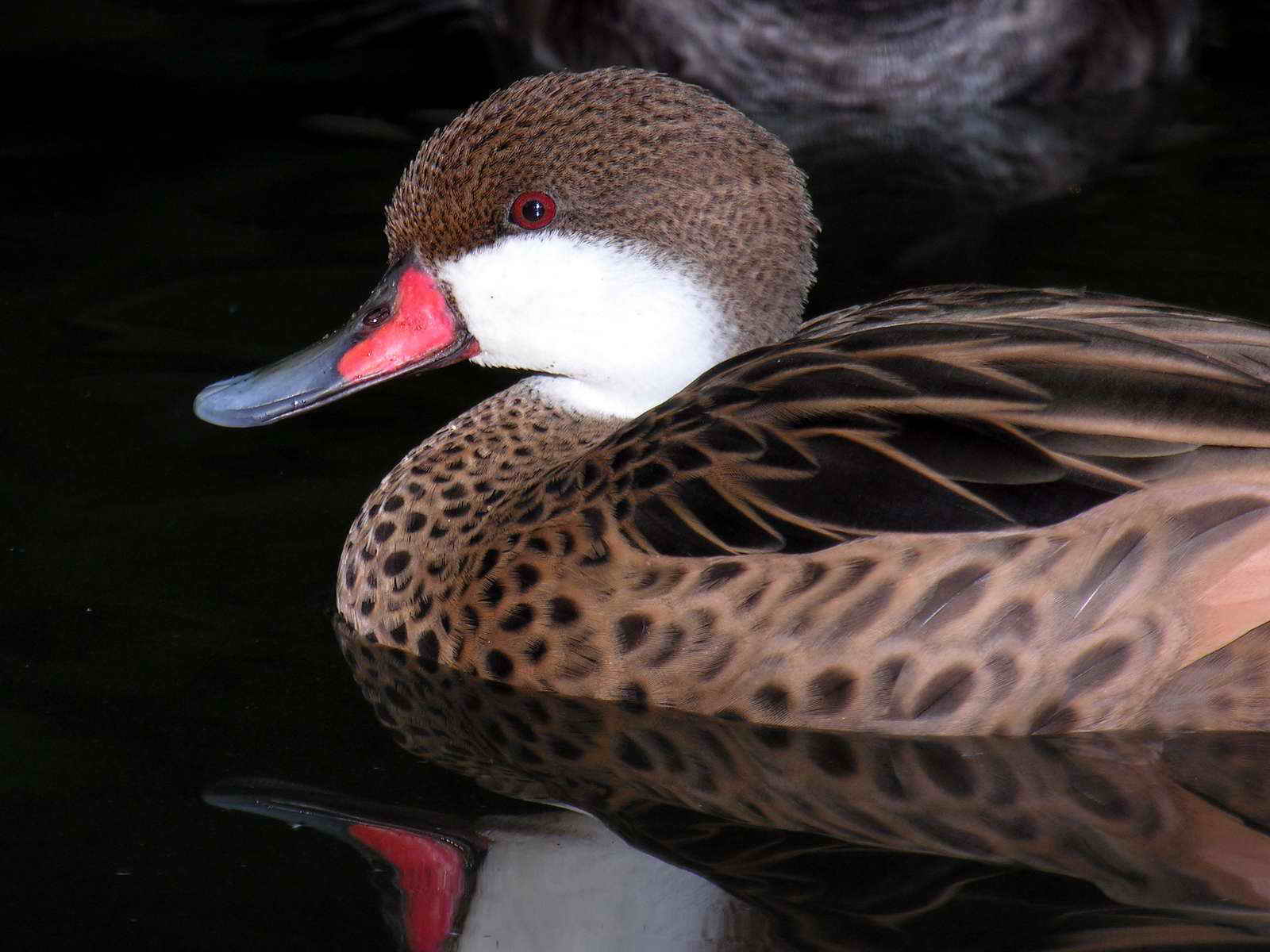
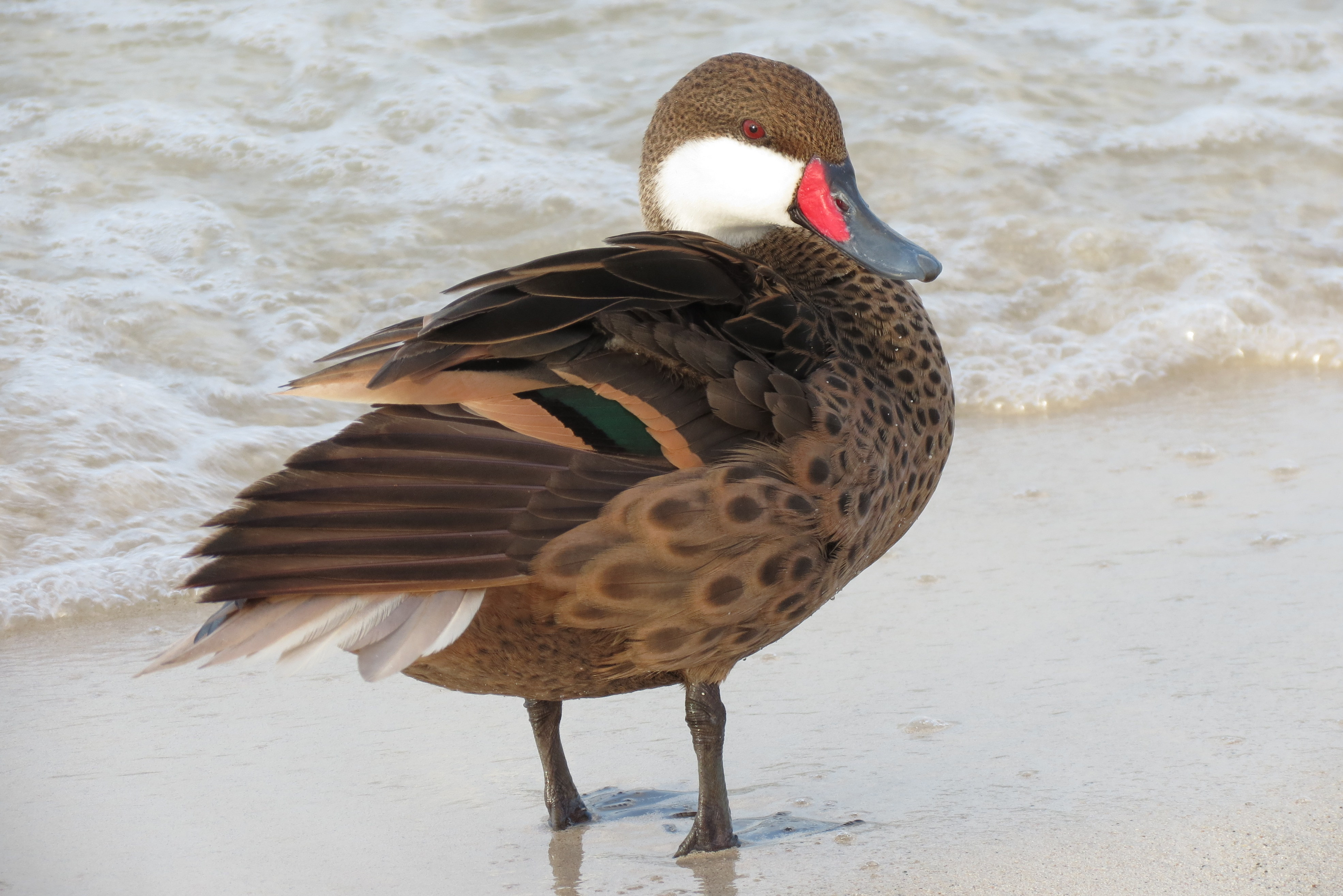
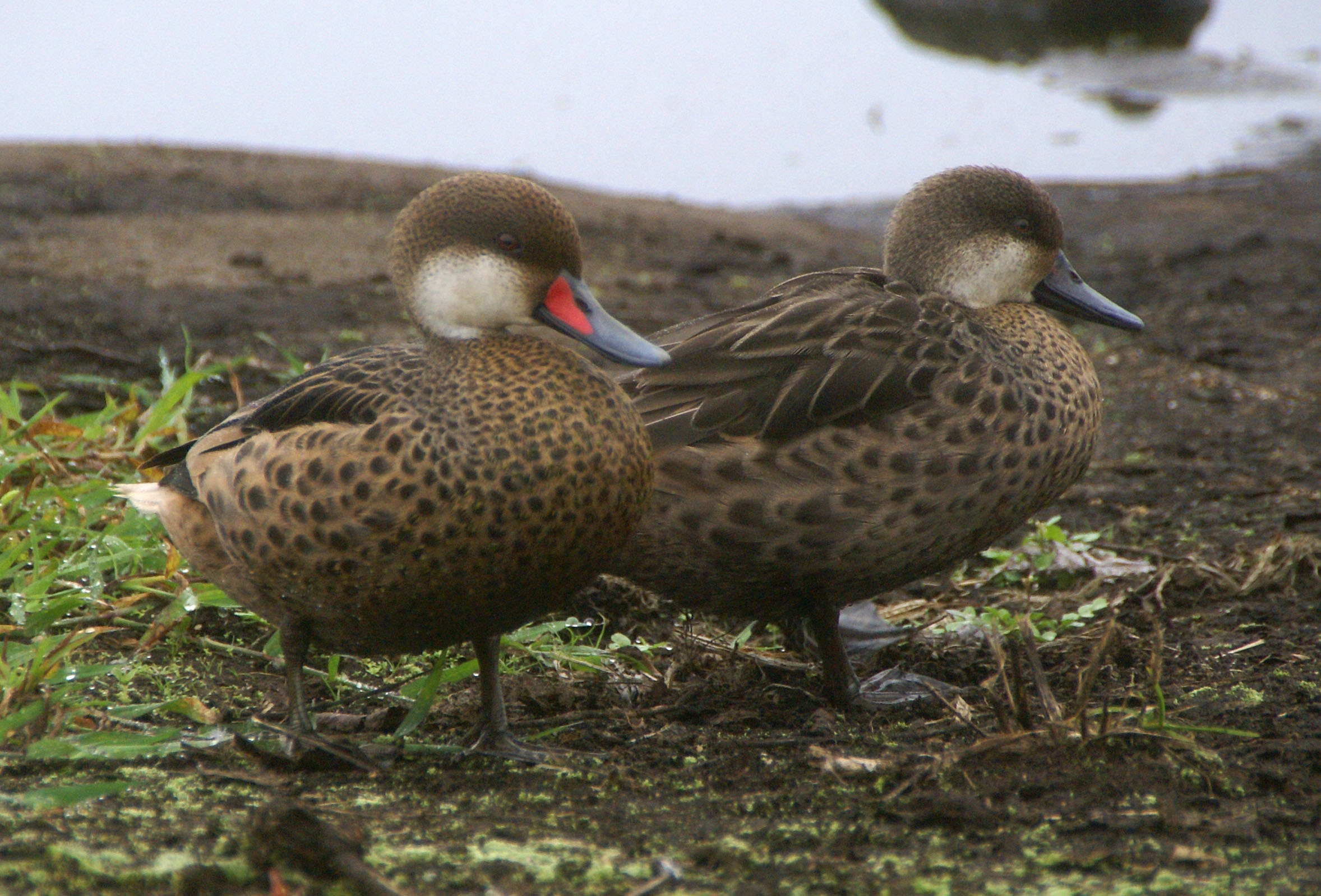
Adulto com bico bicolor, e jovem com bico preto.
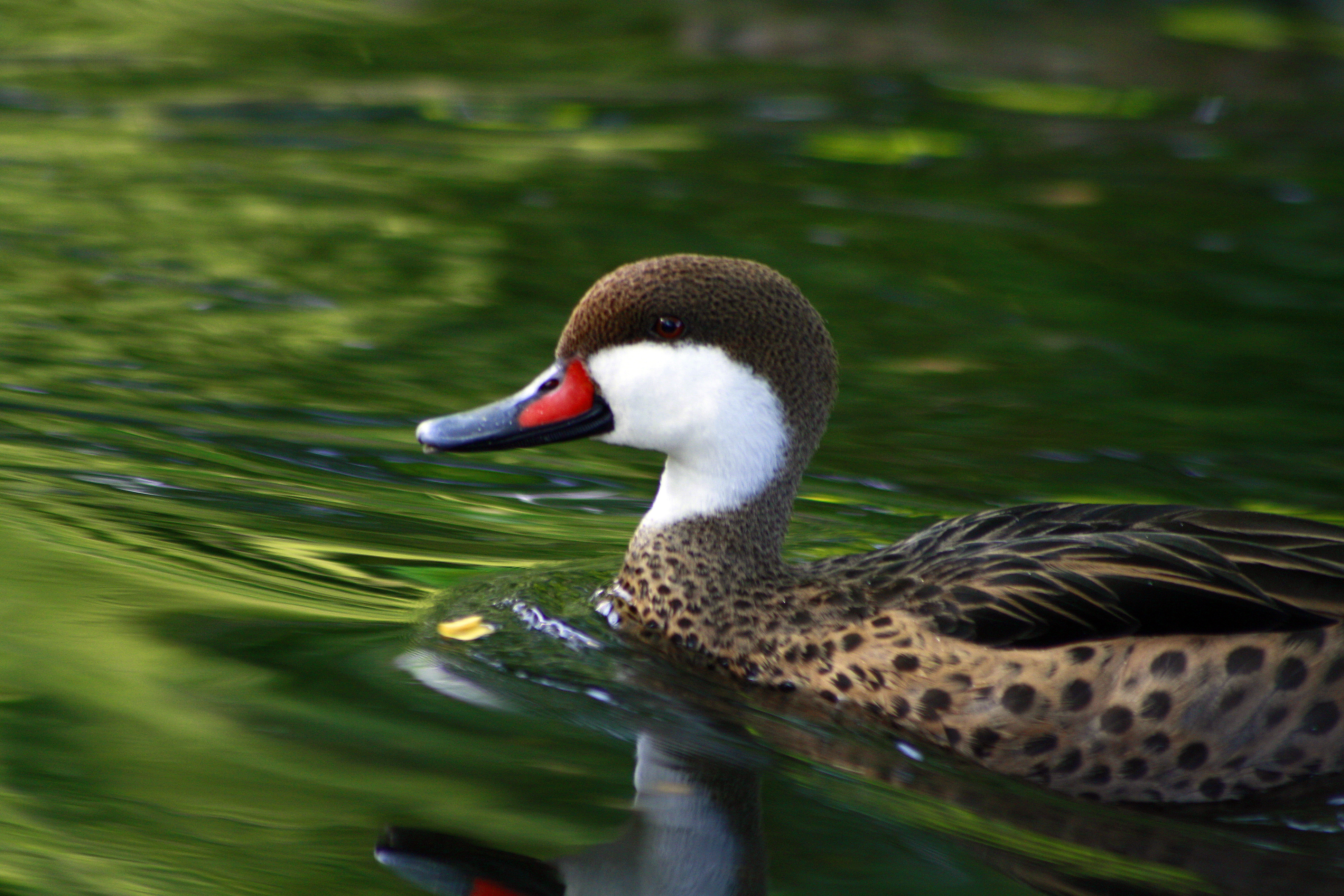